# Servicio de Estadística de la Defensa

Distintivo del Servicio de Estadística de la Defensa de España.

El Servicio de Estadística del Ministerio de Defensa de España tiene por objeto facilitar la toma de decisiones relacionadas con la Defensa y completar la información estadística de nivel nacional con los datos propios de este departamento para dar cumplimiento a la Ley de la Función Estadística Pública. Esta norma establece que los servicios estadísticos de todos los ministerios deben elaborar planes estadísticos sectoriales sobre las materias objeto de sus competencias. El Servicio de Estadística del Ministerio de Defensa realiza planes estadísticos con una vigencia de cuatro años. Actualmente se encuentra regulado por la Orden del Ministerio de Defensa 3989/2008, de 26 de diciembre, por la que se aprobó el Reglamento del Servicio de Estadística del Ministerio de Defensa. 
Los fines del Servicio de Estadística del Ministerio de Defensa son los siguientes:
- Asesorar en el ámbito del Ministerio de Defensa en materia de estadística.
- Llevar a cabo la planificación, y en su caso la ejecución y supervisión de las estadísticas y encuestas periódicas de interés para la Defensa.
- Adquirir, tratar y custodiar los datos necesarios para la elaboración de las estadísticas planificadas, su edición y control de su distribución.
- Realizar las investigaciones, trabajos e informes estadísticos que le sean encomendados por las autoridades.
- Colaborar con el Instituto Nacional de Estadística y organismos estadísticos oficiales, en los términos previsto en la Ley de Función Estadística Pública, en las materias que afecten al Ministerio de Defensa.
- Dar cumplimiento a las obligaciones del Estado, en materia de estadística relacionada con el Ministerio de Defensa, que se contraigan o se hayan contraído con otros países u organismos internacionales.
- Promover la formación de su personal.
- Constituir y mantener actualizado un fondo documental y bibliográfico especializado.

El Servicio de Estadística del Ministerio de Defensa cuenta con la siguiente estructura:
- Jefatura: La ostenta el secretario general técnico del Ministerio, que representa al titular del departamento en el Consejo Superior de Estadística y preside la Comisión Ministerial de Estadística del Ministerio de Defensa.
- Órganos de Dirección:
  - Secretaría General Técnica.
  - Jefatura de los Sistemas de Información Telecomunicaciones y Asistencia Técnica del Ejército de Tierra.
  - Jefatura de Asistencia y Servicios Generales de la Armada
  - Jefatura de Servicios Técnicos y de Sistemas de Información y Telecomunicaciones del Ejército del Ejército del Aire.
- Órganos de Planificación y Ejecución:
  - Unidad de Estadística del Órgano Central del Ministerio de Defensa.
  - Unidad de Estadística del Ejército de Tierra.
  - Unidad de Estadística de la Armada.
  - Unidad de Estadística del Ejército del Aire.
- Órganos de Ejecución:
  - Oficinas de Estadística en los Mandos y Jefaturas de la estructura básica de las tres ramas de las Fuerzas Armadas.
  - Enlaces de Estadística del resto de las unidades, centros u organismos en cada una de las tres ramas, con dependencia funcional de las oficinas de estadística citadas en el punto anterior.
  - Comisión Ministerial de Estadística del Ministerio de Defensa (CMEDEF): Órgano colegiado asesor de carácter técnico.

El Servicio de Estadística Militar fue creado el 14 de marzo de 1957, mediante una orden de la Presidencia del Gobierno. En 1982, con la aprobación de un nuevo reglamento, se procedió a reorganizar el servicio adoptándose su denominación actual. En el Real Decreto 1207/1989, que desarrolló la estructura básica de las tres ramas de las Fuerzas Armadas, se dispuso que el Servicio Estadístico el Ministerio de Defensa pasara a depender de la Secretaría General Técnica de ese departamento. Desde entonces, esta dependencia se ha mantenido en todos los reales decretos que han regulado la estructura orgánica del Ministerio de Defensa.